# Miranda (Cauca)
Pour les articles homonymes, voir Miranda.
Miranda est une municipalité située dans le département de Cauca, en Colombie.